# Saint-Paul (Oise)
Saint-Paul é uma comuna francesa na região administrativa de Altos da França, no departamento de Oise. Estende-se por uma área de 9,52 km². Em 2010 a comuna tinha 1 625 habitantes (densidade: 170,7 hab./km²).